# Wapen van Norg

Het wapen van de voormalige gemeente Norg.

Het wapen van Norg is het gemeentelijk wapen van de Drentse gemeente Norg. Het wapen werd tot 1998 gebruikt. Dat jaar ging de gemeente Norg op in de gemeente Noordenveld. Het wapen was naar ontwerp van G.A. Bontekoe

## Geschiedenis
Het eerste wapen werd op 6 oktober 1948 aan de gemeente Norg toegekend. Het wapen symboliseert de paardenmarkten die in de plaats gehouden werden. Met voor het hoofd van het paard een symbool voor de Zwartendijksterschans, een onderdeel van de Friese waterlinie.
Omdat er om een herziening gevraagd was, kreeg de gemeente op 21 maart 1968 een nieuw wapen. De Hoge Raad van Adel was van mening dat de schans groen diende te zijn, maar de gemeente vond dat deze rood moest zijn: de schans is tenslotte met heide begroeid. 
Naast het uiteindelijke wapen heeft Bontekoe ook twee andere wapens ter keuring voorgedragen. De wapens toonden een zwarte specht afgebeeld als symbool voor de bossen in de gemeente. Alle wapens toonden eveneens de schans. Ook kwamen de paarden in de wapens terug, bij een ontwerp twee paarden als schildhouders. 

## Blazoeneringen

Het wapen van Norg (1948 - 1968)

De gemeente Norg heeft eenmaal een kleine aanpassing laten doen aan het wapen. Hierdoor zijn er twee blazoeneringen van het wapen bekend.

### Eerste wapen
Het eerste wapen is van 6 oktober 1948 en kreeg als blazoenering de volgende tekst mee:
Linksgeschuind van zilver en sabel, beladen met een steigerende hengst, waarvan de voorhand van sabel en de achterhand van zilver; in de rechterbovenhoek een vierkante schans van sinopel, waarvan het binnenmaaiveld van zilver en de hoofdlijnen van het beloop evenwijdig aan de bovenkant, respectievelijk de zijkanten van het schild. Het schild gedekt met een gouden kroon van 3 bladeren en 2 paarlen.
Het wapen is schuin gedeeld, van de linkerbovenhoek naar de rechterbenedenhoek (voor de kijker rechtsboven naar linksonder) waardoor de bovenste helft zilver is en de onderste zwart. Over de twee helften is in tegengestelde kleuren een steigerende hengst geplaatst. In de rechterbovenhoek staat een groene vierkante schans. Het centrum is gelijk aan het veld. Op het schild staat een gouden gravenkroon van drie bladeren met tussen de bladeren in totaal twee parels.

### Tweede wapen
Het tweede wapen werd verleend op 21 maart 1968 en kreeg als officiële omschrijving de volgende tekst mee:
Linksgeschuind van zilver en sabel, een steigerende hengst van het ene in het andere, in de rechterbovenhoek vergezeld van een op de hoeken gebastionneerde vierkante schans van keel, de hoofdlijnen van het beloop evenwijdig aan de bovenrand, respectievelijk de zijkanten van het schild, de binnenplaats van het veld. Het schild gedekt met een gouden kroon van 3 bladeren en 2 paarlen.
Het tweede wapen is gelijk aan het eerste, maar de groene vierkante schans is vervangen door een rode vierkante schans met bastionnen op de hoeken. Ook nu staan de rechte zijdes evenwijdig aan de boven- en zijkanten van het schild. Ook nu is het wapen gedekt door een kroon van drie bladeren waartussen twee parels.
Anloo
· Beilen
· Borger
· Dalen
· Diever
· Dwingeloo
· Eelde
· Gasselte
· Gieten
· Havelte
· Nijeveen
· Norg
· Odoorn
· Oosterhesselen
· Peize
· Roden
· Rolde
· Ruinen
· Ruinerwold
· Schoonebeek
· Sleen
· Smilde
· Vledder
· Vries
· Westerbork
· De Wijk
· Zuidlaren
· Zuidwolde
· Zweeloo

Dorpswapens:
Hollandscheveld
· Wapse
· Zorgvlied